# Nikolas Marten
Nikolas Sebastian Marten (* 3. Januar 1964 in Freiburg im Breisgau) ist ein deutscher Journalist und Medienunternehmer.

## Leben
Nikolas Marten ist ein Sohn des Philosophen Rainer Marten und der bildenden Künstlerin Helga Marten.
Nach dem Abitur 1984 am Wilhelm-Gymnasium Hamburg studierte Marten an der Universität Hamburg Philosophie und Kunstgeschichte. Neben seinem Studium war er ab 1985 journalistisch tätig als freier Autor u.a für die taz (die tageszeitung) und als Junior Art Director für Werbeagenturen. Von 1988 bis 1990 studierte er Bildende Künste an der Universitat de Barcelona in der Meisterklasse von Joan Hernández Pijuan. Neben dem Studium in Spanien arbeitete er als Autor und Reporter für deutsche Tageszeitungen (u. a. Süddeutsche Zeitung) und Magazine (u. a. Der Spiegel).
Im Oktober 1990 wurde er vom Hamburger Verleger Dirk Manthey (Verlagsgruppe Milchstraße, heute Hubert Burda Media) zum Stellvertretenden Chefredakteur des neu gegründeten Lifestyle-Magazin Max ernannt. Er blieb in der Funktion bis August 1993.
Von September 1993 bis Dezember 1997 war er Chefredakteur des Playboy, wo er auch bei diversen Entwicklungsprojekten für die Bauer Media Group tätig war.
Von Januar 1998 bis Februar 2002 leitete er als Chefredakteur die Frauenzeitschrift Amica (Verlagsgruppe Milchstraße) – von September 2000 bis Februar 2002 fungierte er zudem als Herausgeber der Filmzeitschrift Cinema. Auch für den Relaunch von TV Spielfilm im Jahr 2000 übernahm er die konzeptionelle Leitung.
Marten wechselte im März 2002 als Verlagsgeschäftsführer und Herausgeber Frauenzeitschriften (u. a. Allegra, Bild der Frau) zu Axel Springer SE und blieb dort bis Ende 2005. In seiner Zeit wurden die von ihm verantworteten Zeitschriften konzeptionell komplett neu aufgestellt. Zudem gründete er 2003 die Wochenzeitschrift „Frau von Heute“.
2006 machte sich Nikolas Marten als Berater für Verlage und Medienunternehmer selbstständig. 2009 gründete er die Medienentwicklungs-Agentur mar10 media, die im Auftrag von Axel Springer SE die Wochenendbeilage „magazin“ für das Hamburger Abendblatt neu konzipierte und bis 2012 komplett produzierte. Er wurde für seine Arbeit zwischen 2010 und 2012 dafür 13 Mal mit dem European Newspaper Award ausgezeichnet.
Die Zeitschrift vital produzierte er nach einem Komplett-Relaunch von 2014 bis 2020, ebenso die Zeitschrift petra von 2016 bis 2020 – jeweils im Auftrag des Jahreszeiten Verlags und nach dem Verkauf beider Titel an die Mediengruppe Klambt auch in deren Auftrag. Für den Spiegel-Verlag entwickelte und produzierte er die Gesundheitsbeilage wohl,  die 2017 und 2018 vierteljährlich dem Nachrichtenmagazin Der Spiegel beigelegt wurde. Als Publisher und Editorial Director war Marten für die deutschen Lizenzausgaben der Mode-Magazine L’Officiel Hommes (2015–2019) und L’Officiel (2017–2019) redaktionell verantwortlich. Von 2019 bis 2021 konzipierte und produzierte er mit seinem Team die Zeitschrift Fit for Fun (Hubert Burda Media).
Durch Beschluss des Amtsgerichts Hamburg (67c IN 467/19) vom 28. Februar 2020 wurde über das Vermögen der mar10 media GmbH das Insolvenzverfahren eröffnet. Die Gesellschaft wurde aufgelöst.
Nikolas Marten lebt in Hamburg und ist seit 2004 mit der Autorin Julia Marten verheiratet.